# Тугай (Благовещенский район)
Тугай (баш. Туғай) — село в Благовещенском районе Республики Башкортостан Российской Федерации. Административный центр Тугайского сельсовета. Среди жителей — башкиры, татары, русские

## Название
На башкирском и татарском языках Тугай дословно переводится как извив, излучина (реки) или пойма, тугайные леса.

## География
Находится на берегу реки Белой, возле административной границы с Орджоникидзевским районом Уфы.

### Географическое положение
Расстояние до:
- районного центра (Благовещенск): 15 км
- ближайшей ж/д станции (Загородная): 12 км
- Уфы: 25 км.

## История
Основан в 1929 году жителями Старых Турбаслов (ныне в черте Уфы). Первыми поселенцами были братья Шабаевы, а также Сахаутдин Багаутдинов. Спустя год Тугай вошел в состав Турбаслинского сельсовета.
В 1930-е годы, по решению Совнаркома председателя Молотова, в районах СССР создавались базы «Заготскот». Такая база была организована и в поселке Тугай. Основной задачей данной организации являлась заготовка и сбыт скота. Уже при правлении Н. С. Хрущева в поселке был создан «Благовещенский откормсовхоз» с целью обеспечения хозяйства собственными кормами для скота. С 1972 по 1981 годы совхозом руководил Ф. Гумеров, который в последующем стал директором совхоза «Благовещенский».
С годами население поселка постоянно прирастало: в 1939 году в поселке насчитывалось 71 человек, в 1959 году — 115, в 1969-м — 379, в 1989 году — 559 человек.
В 1950 году в Тугае появилась своя школа.
В 1984 году поселок стал административным центром одноимённого сельсовета.
В постсоветское время совхоз «Благовещенский» был преобразован в СПХК с таким же названием, а в начале XXI века создано ООО «Тугай-Агро».

## Население
| 2002 | 2009 | 2010 |
| ---- | ---- | ---- |
| 616  | ↗625 | ↘555 |

Согласно переписи 2002 года, преобладающие национальности — башкиры (31 %), русские (28 %).

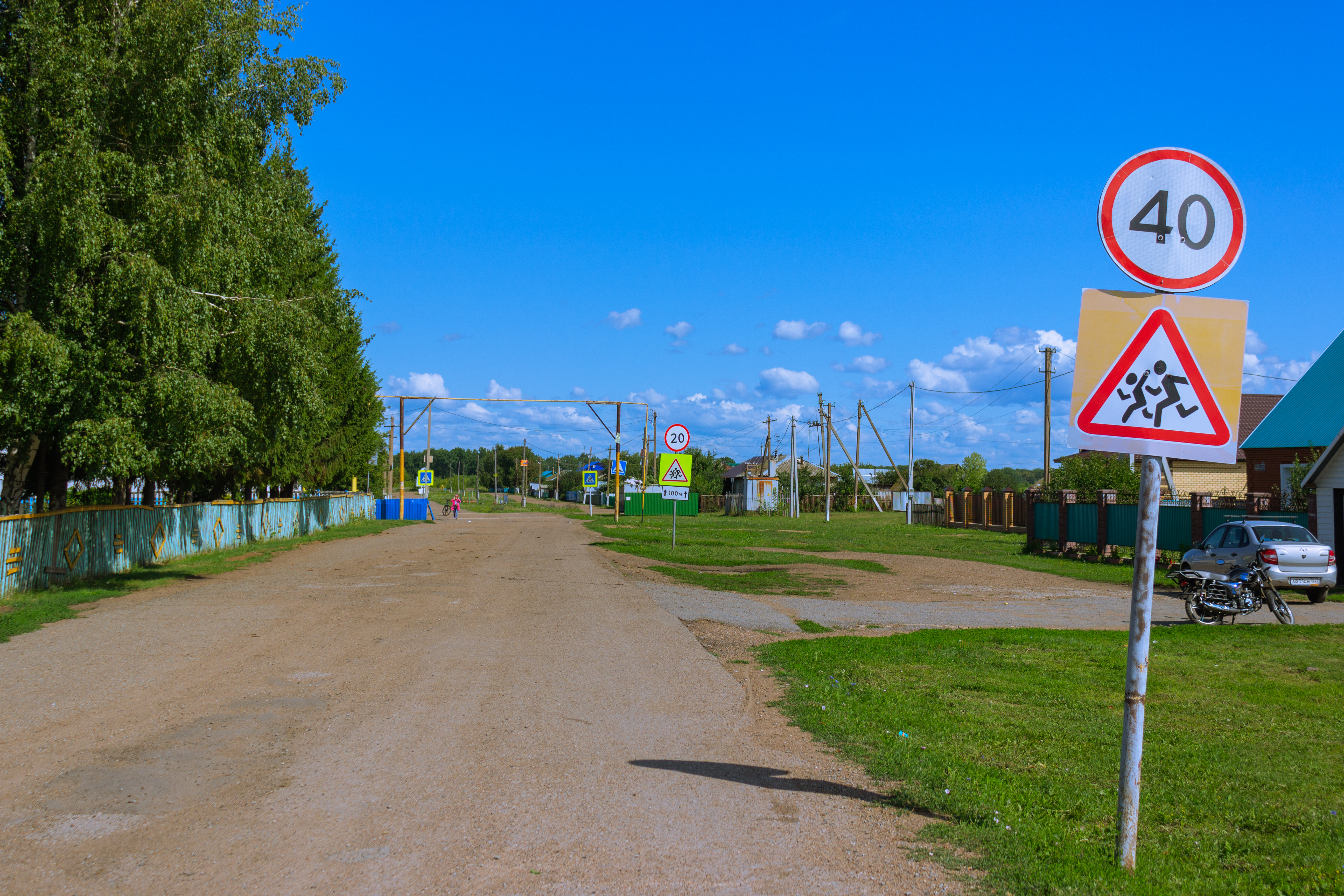
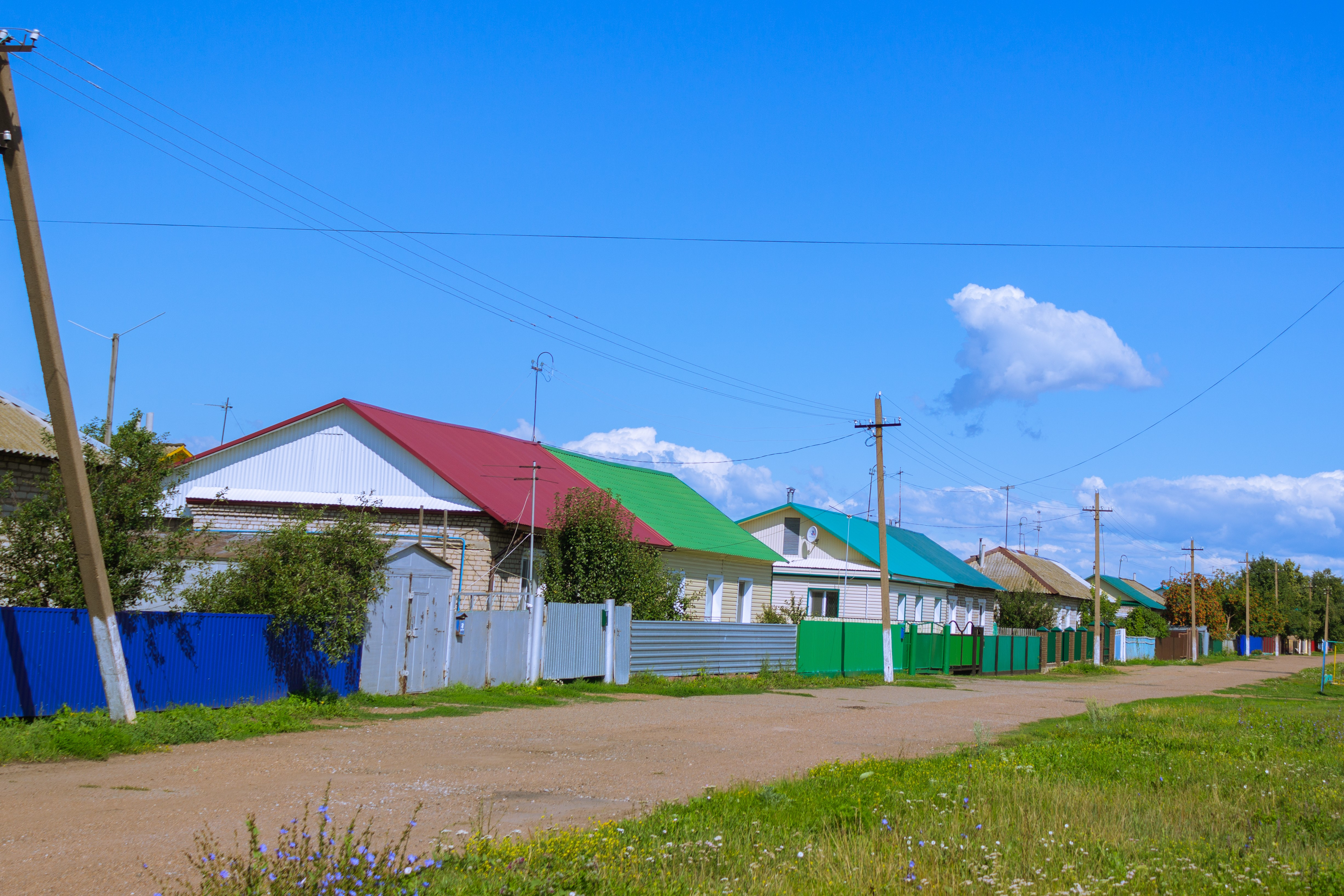
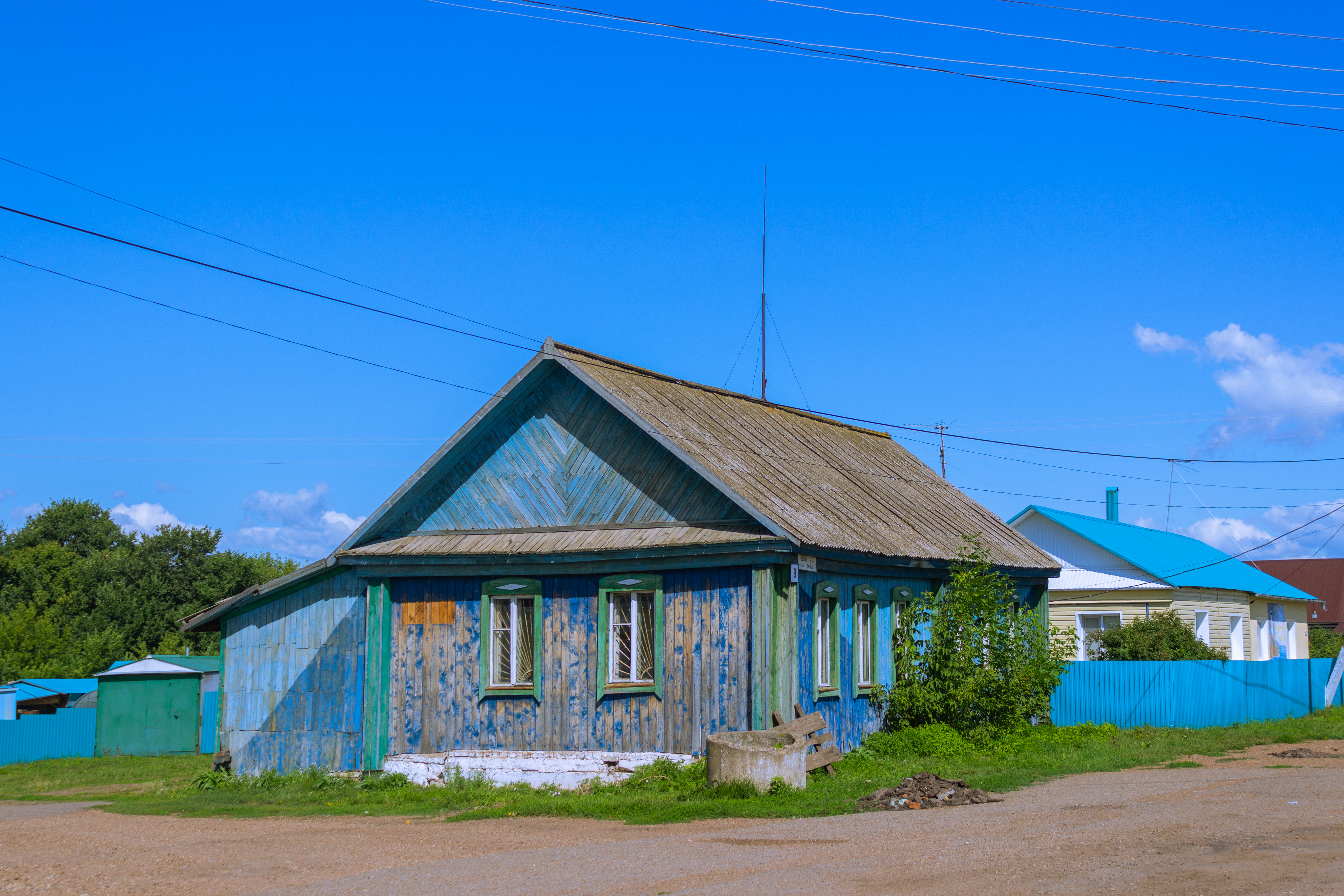

## Инфраструктура
Личное подсобное хозяйство.
Основа экономики — сельское хозяйство.

## Достопримечательности
В 4,5 км к востоку от села находятся Новотурбаслинские курганы, датирующиеся VI—VIII веком н. э.

## Транспорт
Село доступно автотранспортом. Остановка общественного транспорта «Тугай».